# The Beginning After the End
The Beginning After the End (끝이 아닌 시작) es una serie de novelas web coreana-estadunidense escrita por TurtleMe. Comenzó a publicarse en Tapas en enero de 2017. Una adaptación a webtoon ilustrada por Fuyuki23, comenzó a publicarse en Tapas en julio de 2018. También fue traducida al español y publicada en el mismo sitio en 2022. Yen Press está publicando el webtoon en inglés. Una adaptación de la serie al anime producida por Studio A-Cat se estrenó el 2 de abril de 2025.

## Premisa
En el reino de Etharia, el rey Grey era un gran gobernante, pero tenía un sentimiento de culpa por sus errores pasados. Cuando muere envenenado, se reencarna en el reino de Dicathen como Arthur Leywin. Con una segunda oportunidad de vivir, Grey/Arthur explora su nuevo hogar, con familiares y amigos, pero luego descubre que hay un gran peligro oculto y que él no fue el único que reencarnó.

## Personajes

### Familia Leywin
Arthur Leywin / Rey Grey
Seiyū: Natsumi Fujiwara (Arthur), Makoto Furukawa (Rey Grey)
Reynolds Leywin
 Seiyū: Yamato Kinjō
Alice Leywin
 Seiyū: Rena Maeda
Eleanor Leywin
Sylvie
Boo
Regis

### Twin Horns
Jasmine Flamesworth
 Seiyū: Chiaki Omigawa
Durden Walker
 Seiyū: Shinya Takahashi
Adam Krensh
 Seiyū: Taihi Kimura
Angela Rose
 Seiyū: Riko Akechi
Helen Shard
 Seiyū: Miyū Ogura

### Clan Indrath
Sylvia Indrath
 Seiyū: Shiori Izawa
Kezess Indrath
Myre Indrath

### Clan Vritra
Agrona Vritra
Cadell
Elijah Knight / Nico Sever

### Casa Helstea
Vincent Helstea
Tabitha Helstea
Lilia Helstea

### Casa Eralith
Tessia Eralith / Cecilia
 Seiyū: Kana Ichinose
Virion Eralith
Alduin Eralith
Merial Eralith

### Casa Glayder
Blaine Glayder
Priscilla Glayder
Curtis Glayder
Kathyln Glayder

### Casa Greysunders
Dawsid Greysunders
Glaudera Greysunders

### Academia Xyrus
Cynthia Goodsky
Clive Graves
Fable Kristwood
Jarrod Redner
Claire Bladeheart
Theodore Maxwell

## Contenido de la obra

### Novela
The Beginning After the End es escrito por Tae Ha Lee, más conocido como TurtleMe un surcoreano que vive en Seattle. La novela comenzó a serializarse en Tapas el 18 de enero de 2017. Un ejecutivo de Kakao Entertainment, la empresa matriz de Tapas, dijo que la serie fue creada específicamente para el mercado norteamericano.

### Webtoon
Una adaptación a webtoon de la novela web, ilustrada por Fuyuki23 que trabaja para el estudio indonesio Kisai Entertainment, comenzó a serializarse en Tapas el 7 de julio de 2018. Fuyuki23 dejó de ilustrar el webtoon en junio de 2023 y el estudio surcoreano Rise Entertainment lo reemplazó. En la New York Comic Con de 2021, Yen Press anunció que publicarían el webtoon en formato impreso. Hasta la fecha se han publicado ocho volúmenes.
Norma Editorial obtuvo la licencia en España.

#### Lista de volúmenes
| Volúmenes de manhwa publicados | Volúmenes de manhwa publicados | Volúmenes de manhwa publicados | Volúmenes de manhwa publicados | Volúmenes de manhwa publicados |
| Número                         | Fecha de lanzamiento           | ISBN                           | Fecha de lanzamiento           | ISBN                           |
| ------------------------------ | ------------------------------ | ------------------------------ | ------------------------------ | ------------------------------ |
| 1                              | 2 de agosto de 2022            | ISBN 978-1-97-534563-1         | 5 de abril de 2024             | ISBN 978-84-679-6714-2         |
| 2                              | 28 de febrero de 2023          | ISBN 978-1-97-534564-8         | 7 de julio de 2024             | ISBN 978-84-679-6715-9         |
| 3                              | 18 de julio de 2023            | ISBN 978-1-97-537308-5         | 5 de diciembre de 2024         | ISBN 978-84-679-7046-3         |
| 4                              | 21 de noviembre de 2023        | ISBN 978-1-97-537309-2         | —                              | —                              |
| 5                              | 23 de abril de 2024            | ISBN 978-1-97-537310-8         | —                              | —                              |
| 6                              | 20 de agosto de 2024           | ISBN 978-1-97-537311-5         | —                              | —                              |
| 7                              | 25 de marzo de 2025            | ISBN 979-8-85-541343-4         | —                              | —                              |
| 8                              | 22 de julio de 2025            | ISBN 979-8-85-541344-1         | —                              | —                              |

### Anime
El 19 de octubre de 2024, durante la New York Comic Con, se anunció una adaptación de la serie al anime. La serie está producida por Studio A-Cat y dirigida por Keitarō Motonaga, con Takamitsu Kōno escribiendo los guiones de la serie, Masami Sueoka diseñando los personajes y Keiji Inai componiendo la música. Se estrenó el 2 de abril de 2025 en el bloque de programación +Ultra de Fuji TV. El tema de apertura es «KINGSBLOOD», interpretado por KALA, mientras que el tema de cierre es «Mahiru no Tsuki» (真昼の月?), interpretado por Seiza. Crunchyroll obtuvo la licencia de la serie en América del Norte, América Central, América del Sur, Europa, África, Oceanía, Oriente Medio, CEI y subcontinente indio.
El 11 de junio de 2025, se anunció la producción de una segunda temporada. Se estrenará en abril de 2026.

## Recepción

### Webtoon
Mel Lake, de Multiversity Comics, elogió el viaje del personaje principal, especialmente sus aspectos psicológicos. Lake también destacó el arte, en particular las escenas de lucha, los fondos y las expresiones faciales. Vanessa Piña, de Screen Rant, comparó la serie con Solo Leveling, al tiempo que describió su estética y narrativa como “distintas”.

### Anime
El lanzamiento del anime de The Beginning After The End se vio inmediatamente eclipsado por una ola de reacciones negativas de los espectadores, principalmente dirigidas a la calidad de su animación. Los fans expresaron una profunda decepción, utilizando términos como "mala calidad de animación", "diseño de personajes mediocre", "rígido" y "barato" para describir su experiencia visual. Muchos sintieron que la adaptación no logró capturar la esencia y el tono del amado material original, y algunos afirmaron que escenas clave fueron "destrozadas". Las críticas se intensificaron tras el estreno del segundo episodio. Con frecuencia se hacían comparaciones con una "presentación de diapositivas" o una "animación de PowerPoint" debido a problemas percibidos como la falta de movimiento fluido de los personajes, el uso excesivo de fotogramas fijos, la dependencia de tomas panorámicas y efectos visuales exagerados aparentemente utilizados para enmascarar una animación limitada, particularmente durante las secuencias de acción. Esta crítica sugiere problemas fundamentales en el propio proceso de producción de animación, más que simples desacuerdos estilísticos. Las deficiencias visuales de la serie llevaron a que, según se informa, rompiera el récord de Solo Leveling como el episodio de anime con más votos negativos en Crunchyroll con su segunda entrega.
El descontento se extendió más allá de los comentarios en línea. Los fans organizaron peticiones exigiendo la cancelación de la adaptación actual y una reedición completa por parte de un estudio de animación más competente; una de estas peticiones reunió rápidamente más de 40.000 firmas. Los medios notaron una clara falta de entusiasmo o publicidad positiva en torno a la serie dentro de la comunidad de anime más amplia, con discusiones dominadas por fanáticos decepcionados. Muchos culparon explícitamente a Studio A-Cat, citando su aparente mala trayectoria y argumentando que una franquicia de alto perfil como The Beginning After The End "merecía algo mejor". Los fans sugirieron que estudios conocidos por su acción fantástica de alta calidad, como Wit Studio, MAPPA, CloverWorks, Studio Bind o Madhouse, habrían sido opciones más adecuadas.
Ante las crecientes críticas, TurtleMe, el creador original de The Beginning After The End, abordó directamente la reacción de los fanáticos en una publicación detallada en el subreddit oficial de la novela. Comenzó expresando su gratitud por la pasión y el apoyo constantes de los fanáticos, reconociendo que si bien "las cosas se han vuelto... ruidosas", agradeció los amables mensajes recibidos.   
TurtleMe luego proporcionó contexto sobre las realidades de la producción de anime, explicando que su nivel de control difería significativamente de su experiencia con la novela y el webcómic. Afirmó que aprendió que "en la industria del anime, es muy raro que el creador tenga voz y voto en los detalles de la creación de un anime". Describió el proceso de adaptación como una "enorme experiencia de aprendizaje" que involucró a múltiples partes interesadas (Tapas, Studio A-Cat y Crunchyroll), cada una aportando su "propia visión única" y potencialmente generando "diferencias creativas en la sala". A pesar del resultado y la percepción del público, TurtleMe transmitió su convicción de que todos los involucrados abordaron el proyecto con su "mejor esfuerzo e intenciones".
Respondiendo a los llamados de algunos fanáticos para cancelar y rehacer el anime, TurtleMe argumentó explícitamente en contra de este curso de acción. Utilizó una analogía, sugiriendo que, al igual que una mascota querida o un niño, uno no debería desear "volver a empezar" cuando se enfrenta a desafíos, sino más bien ofrecer apoyo. Pidió paciencia a los fans, trazando un paralelismo con los inicios del webcómic, cuando enfrentó críticas antes de crecer y mejorar con el tiempo. Instó a los fans a mantener un discurso respetuoso, incluso si estaban decepcionados con la adaptación, y a seguir siendo la base de apoyo que permitió el éxito inicial de The Beginning After The End. Si bien reconoció que sus propias decisiones podrían no ser siempre perfectas, reafirmó su respeto por los fanáticos y su dedicación. TurtleMe pidió a los fans que se mantuvieran respetuosos, incluso si estaban decepcionados.